# Ruprecht af Pfalz (biskop af Freising)
 For alternative betydninger, se Ruprecht af Pfalz. (Se også artikler, som begynder med Ruprecht af Pfalz)
Ruprecht af Pfalz eller Ruprecht den Dydige (tysk: Ruprecht der Tugendhafte) (født 14. maj 1481 i Heidelberg, død  20. august 1504 i Landshut) fra slægten Wittelsbach var  fyrstbiskop af Freising.

## Forældre
Ruprecht af Pfalz var søn af Filip den Oprigtige, kurfyrste af Pfalz og Margarete af Bayern (1456–1501). Hun var datter af hertug Ludvig den Rige af Bayern-Landshut (1417–1479).

## Ægteskab
Ruprecht af Pfalz giftede sig med sin kusine Elisabeth af Bayern-Landshut (1478–1504) som var datter af hertug Georg den rige af Bayern-Landshut.
De fik to sønner:
- Otto Henrik, kurfyrste af Pfalz (1502–1559)
- Filip den Stridbare af Pfalz-Neuburg (1503–1548)

I 1505 fik de unge brødre tilkendt det lille hertugdømme Pfalz-Neuburg. I 1522–1535 regerede brødrene i fællesskab. Derefter delte de hertugdømmet imellem sig. På grund af gæld måtte Filip afstå sine områder i 1541. Otto Henrik blev også kurfyrste i 1556–1559.

## Arvefølgekrigen om Bayern-Landshut
Georg den rige af Bayern-Landshuts sønner døde som små. Det blev bestemt, at hans yngste datter (Margarete af Bayern) skulle være abbedisse.
I sit testamente indsatte Georg af Landshut sin ældste datter Elisabeth og svigersønnen (Ruprecht af Pfalz, der også var Georgs søstersøn) som arvinger til Landshut. Efter dem skulle landet gå i arv til deres sønner (Georgs dattersønner).
Imidlertid ville hertug Albrecht 4. af Bayern-München ikke acceptere testamentet, og udbrød en arvefølgekrig om Landshut. Krigen endte med, at Albrecht 4. i 1505 blev hertug over hele Bayern.
Ruprecht af Pfalz og Elisabeth af Landshut var døde i 1504. Som kompensation for deres mistede arv fik deres to små sønner tilkendt det lille hertugdømme Pfalz-Neuburg. Indtil de blev voksne, stod Otto Henrik og Filip under formynderskab af andre fyrster.